# Рио (мультфильм)
«Ри́о» (англ. Rio) — американский анимационный музыкальный приключенческий романтический комедийный фильм 2011 года, снятый Blue Sky Studios и 20th Century Fox Animation. Режиссёром фильма стал Карлус Салданья по сценарию Дона Раймера, Джошуа Стернина, Джеффри Вентимилии и Сэма Харпера, основанному на истории, придуманной Салданьей и командой сценаристов Эрла Ричи Джонса и Тодда Джонса. Название отсылает к бразильскому городу Рио-де-Жанейро, где происходит действие фильма. В фильме звучат голоса Энн Хэтэуэй, Джесси Айзенберга, Джемейна Клемента, Лесли Манна, Джорджа Лопеса и Джейми Фокса. В фильме рассказывается история Блю (Айзенберга), одомашненного самца ара Спикса, которого привозят в Рио-де-Жанейро, чтобы он спарился со свободолюбивой самкой ара Спикса, Джуэл (Хэтэуэй).
Салданья разработал свою первую концепцию истории Рио в 2005 году, в которой пингвина выбросило на берег Рио. Салданья узнал о производстве фильмов «Делай ноги» (2006) и «Лови волну!» (2007) и изменил концепцию, включив в неё попугаев ара и их среду обитания в Рио. Он предложил свою идею Крису Уэджу в 2006 году, и проект был запущен в Blue Sky. Главные актёры озвучивания были приглашены в 2009 году. Во время производства съёмочная группа посетила Рио-де-Жанейро, а также проконсультировалась с экспертом по попугаям ара в Бронксском зоопарке, чтобы изучить их движения.
«Рио» дебютировал 22 марта 2011 года в Лагоа, Рио-де-Жанейро, а затем его общий релиз состоялся 15 апреля 2011 года компанией 20th Century Studios. Фильм получил в целом положительные отзывы кинокритиков, которые похвалили визуальные эффекты, озвучку, персонажей, сценарий и музыку. Фильм также имел кассовый успех, собрав более $143,6 млн в США и $483,9 млн по всему миру. Фильм был номинирован на премию «Оскар» за лучшую песню к фильму за песню «Real in Rio» на 84-й церемонии вручения премии «Оскар». Продолжение, «Рио 2», вышло 11 апреля 2014 года.

## Сюжет
В Бразилии контрабанда экзотических птиц является прибыльным бизнесом. Одной из её жертв становится птенец голубого ара, вывезенный из тропического леса. Возле города Мус-Лейк (штат Миннесота), из-за случайно открывшейся двери грузового трейлера, контейнер с попугаем оказывается в снегу. Его находит и берёт домой девочка Линда, дав ему кличку Голубчик (англ. «Blu»). За 15 лет, проведённых у Линды, попугай привыкает к комфортным условиям жизни в её магазинчике, но он так и не научился летать. Этот факт делает его предметом насмешек для канадских гусей, которые даже пытаются закидать его снежками через стекло.
Однажды к Линде приезжает рассеянный и чудаковатый бразильский орнитолог по имени Тулио Монтейро и сообщает, что она — хозяйка последнего оставшегося самца породы голубого ары, а у него в Бразилии есть последняя самка этой породы, и если от них не удастся получить потомство, то вид исчезнет совсем. Из-за безвыходной ситуации и уговоров орнитолога Линда соглашается, и они летят в Рио-де-Жанейро. Там у Тулио находится орнитологический центр-питомник, где он спасает брошенных птиц. По пути к питомнику Голубчика приветствуют кардиналовая овсянка Педро и кенар Нико. В питомнике Голубчик замечает большого желтохохлого какаду, но получает лишь недобрый взгляд в ответ на пожелание выздоровления. В вольере Голубчик знакомится с самкой своего вида по кличке Жемчужинка (англ. «Jewel»), но из-за их разногласий (Голубчик не умеет летать и не понимает этой жизни на воле, а Жемчужинка не понимает в неволе) знакомство не задалось, и, хотя Голубчик с первого взгляда влюбляется в Жемчужинку, та не отвечает ему взаимностью и даже нападает на него.
Ночью притворявшийся больным какаду делает так, что охранник теряет сознание, и открывает дверь питомника сообщнику, который похищает попугаев. Похититель, мальчик-сирота Фернандо, приносит попугаев к главарю банды браконьеров, Марселю. Жемчужинка и Голубчик притворяются мёртвыми, чтобы в нужный момент сбежать, но Жемчужинку ловит какаду Найджел, а Голубчик просто не может вылететь из клетки. В результате их сковывают цепью и отправляют на склад, где уже содержится множество пойманных бандой птиц. Но благодаря совместным усилиям и умению Голубчика открывать клетки птицы сбегают из заключения и после продолжительной погони по улицам и крышам Рио, осложнённой сковывающей их цепью и неумением Голубчика летать, они отрываются от преследования и наконец-то оказываются в джунглях, где остаются на ночь. В то же время Линда и Тулио безуспешно пытаются найти попугаев, расклеивая фотографии и опрашивая прохожих.
Утром попугаи после неудачной попытки разбить цепь камнем встречают большого тукана Рафаэля, восторженного певца-романтика, с многодетной семьей, который соглашается помочь им, получив разрешение от жены Евы, хотя он и не рад перспективе идти пешком. Попытка скованных птиц взлететь со скалы чуть не заканчивается катастрофой, но в итоге они благополучно добираются до земли верхом на дельтаплане. По пути к Луису их встречают друзья Рафаэля — Педро и Нико, уже знакомые Голубчику, и приводят компанию в «птичий клуб» на танцы, где попугаи весело танцуют вместе с остальными. В то же время Найджел заставляет стаю игрунок во главе с Мауро выследить попугаев, что тем удаётся, но завязывается драка, и вместе с птицами из клуба друзья побеждают обезьян, после чего отправляются дальше на трамвае. Параллельно Линда, Тулио и решивший помочь им Фернандо приезжают в дом браконьеров, не находят там птиц, но случайно узнают от сообщников Марселя, Армандо и Типа, что птиц собираются вывезти из города в аэропорт под прикрытием карнавала. Чтобы не сдать старших товарищей, Фернандо приходится уйти вместе с браконьерами.
Рафаэль приводит попугаев в гараж к бульдогу Луису, где они пытаются разрезать цепь циркулярной пилой, но, к счастью, затея проваливается, и вместо этого им удаётся выскользнуть из цепи благодаря слюням Луиса. После этого между Голубчиком и Жемчужинкой возникает ссора. Жемчужинка улетает, но её вновь перехватывает Найджел, уносит на карнавал и запирает в клетке на замок. Рафаэль, Педро, Нико и Голубчик верхом на Луисе бросаются на помощь, а вместе с ними под видом артистов на карнавал проникают Линда и Тулио. Несмотря на все усилия, птицы оказываются в клетках, и машина браконьеров покидает карнавал. Линда и Тулио на карнавальной платформе настигают банду в аэропорту, но не успевают помешать взлёту самолёта с птицами.
В полёте находчивый Голубчик вновь выбирается из клетки, на этот раз с помощью огнетушителя. Вдвоём с Жемчужинкой они освобождают остальных птиц, однако сами не успевают покинуть самолёт из-за Найджела, в драке с которым Жемчужинка повреждает крыло. Найджел хватает Голубчика, но тот цепляет к какаду огнетушитель и выбрасывает его из самолёта, в результате чего Найджел попадает в пропеллер и повреждает двигатель. В этот момент Жемчужинка падает с самолёта, и Голубчик бросается за ней, вспоминая самую первую попытку взлететь; в полёте Жемчужинка целует его, благодаря чему Голубчик раскрывает крылья и парит над океаном вместе с подругой.
Жемчужинку вылечивают в питомнике. Поняв, что от бесконтрольной дикой жизни вреда больше, чем пользы (да ещё и с таким ручным мужем), она решает, что останется жить под присмотром людей — в заповеднике. Там они с Голубчиком заводят птенцов, и это даёт виду голубого ары шанс на спасение. Линда же, перевезя книжный магазин из Миннесоты, остаётся жить в Рио вместе со своим супругом Тулио и названым братом Фернандо.
Последние кадры показывают выжившего, но ощипанного Найджела, который становится объектом насмешек обезьян, ранее боявшихся его до смерти.

## Роли озвучивали
| Роль       | Актёр (актриса)       | Русский Актёр (актриса) |
| Животные   | Животные              | Животные                |
| ---------- | --------------------- | ----------------------- |
| Голубчик   | Джесси Айзенберг      | Павел Деревянко         |
| Жемчужинка | Энн Хэтэуэй           | Бригада                 |
| Найджел    | Джемейн Клемент       |                         |
| Рафаэль    | Джордж Лопес          | Никита Прозоровский     |
| Педро      | Will.I.Am             | Бригада У               |
| Нико       | Джейми Фокс           | Бригада У               |
| Луиз       | Трейси Морган         |                         |
| Мауро      | Франциско Рамос       |                         |
| Ева        | Бебел Жилберту        |                         |
| Хлоя       | Ванда Сайкс           |                         |
| Алиса      | Джейн Линч            |                         |
| Люди       |                       |                         |
| Линда      | Лесли Манн            | Мариана Шульц           |
| Тулио      | Родриго Санторо       | Денис Беспальный        |
| Марсель    | Карлос Понсе          |                         |
| Типа       | Джефф Гарджи          |                         |
| Армандо    | Дэви Виера            |                         |
| Фернандо   | Джейк Т. Остин        |                         |
| Сильвио    | Бернардо де Пауло     |                         |
| Юная Линда | София Скарпа Салданья |                         |

## Производство
Идея фильма впервые пришла Салдане в голову в 2005 году, когда на пляжи Ипанемы выбросило пингвина; сюжет был изменён на текущий после того, как он узнал о производстве «Делай ноги» и «Лови волну!» (два других фильма с участием пингвинов). Он представил идею Крису Уэджу в Blue Sky в 2006 году. Салдана показал аниматорам карты и книги с географическими ориентирами и измерениями, на основе которых они создали цифровую версию Рио. Позже группа художников из компании посетила Рио, чтобы увидеть различные сюжетные локации. Аниматоры также встретились с экспертом по ара в Бронксском зоопарке, чтобы узнать об их движении и характерах. Сам Салдана — бразилец из Рио-де-Жанейро; такие элементы бразильской культуры и достопримечательностей также были навеяны Салданой, выросшим в Бразилии.
В 2009 году были приглашены ведущие актёры озвучивания. Джемейн Клемент был приглашён на участие в фильме после того, как увидел тестовые кадры, на которых его персонаж Найджел произносит речь из Летучие Конкорды, что было сделано до завершения сценария . Нил Патрик Харрис должен был озвучивать Голубчика, но у него были другие обязательства вне производства; позже его заменил Джесси Айзенберг. Во время съёмок «Социальной сети» Айзенберга спросили, будет ли он записывать свой голос по выходным, и он согласился после прочтения сценария, сказав: «Это было идеальное противоядие, чтобы выйти за рамки мышления моего персонажа в «Социальной сети», который был таким суровым и в некотором роде таким безрадостным».

## Прокат
В Доминиканской Республике, России и Сингапуре фильм вышел в прокат 7 апреля 2011 года, в Австралии, Бразилии и Испании — 8 апреля 2011 года, в Исландии, Канаде и Пакистане — 15 апреля 2011 года.

### Сборы
Кассовые сборы мультфильма составили $ 484 634 335. В США мультфильм собрал $143 619 809, в остальном мире — $341 015 951. В Бразилии за первый уик-энд сборы составили $8,35 млн., в Мексике — $5,15 млн., в России —$10,4 млн., во Франции — $4,91 млн.
Мультфильм находится на 33 месте среди самых кассовых полнометражных анимационных фильмов и на 10 месте среди самых кассовых фильмов 2011 года. Это был первый фильм в 2011 году, которому удалось преодолеть рубеж кассовых сборов в 400 миллионов долларов США.

## Критика
«Рио» был положительно воспринят большинством профессиональных кинокритиков. По состоянию на сентябрь 2011 года, рейтинг мультфильма на авторитетном сайте Rotten Tomatoes составлял 71 %, основанный на 140 рецензиях.
Кинокритик журнала «Entertainment Weekly» Оуэн Глейберман дал мультфильму два балла из четырёх, добавив:

Я оценил анимацию и музыку, но это не уровень Pixar. Мультфильм оказался ужасным, возмутительным и растянутым.

Кинокритик газеты Los Angeles Times Бэтси Шарки положительно восприняла мультфильм, сказав:

Сюжет «Рио» — вольная вариация «101 далматинца» с попугаями в качестве добычи.

Мэтью Тернер, ViewLondon:

Достаточно живое, приятное и часто забавное приключение.

Роз Лоус, Birmingham Post:

Отличная, но не потрясающая история о пернатых.

Найджел Эндрюс, Financial Times:

Колористика прекрасная, и голосам актёров бойкости не занимать.

Антон Байтел, Eye for Film:

Динамичный, захватывающий и весьма увлекающий.

### Награды
| Основные награды и номинации | Основные награды и номинации                        | Основные награды и номинации                                         | Основные награды и номинации |
| Награда                      | Номинация                                           | Получатель                                                           | Итог                         |
| ---------------------------- | --------------------------------------------------- | -------------------------------------------------------------------- | ---------------------------- |
| Премия «Оскар» 2012          | Лучшая песня к фильму, «Real in Rio»                | Сержио Мендес Карлиньос Браун Siedah Garrett                         | Номинация                    |
| Teen Choice Awards           | Лучший голос анимационного персонажа                | Энн Хэтэуэй                                                          | Номинация                    |
| People's Choice Awards       | Лучший голос анимационного персонажа                | Энн Хэтэуэй                                                          | Номинация                    |
| Премия «Энни» 2012           | Лучший анимационный фильм                           | Bruce Anderson Джон С. Донкин Карлус Салданья                        | Номинация                    |
| Премия «Энни» 2012           | Лучшая анимация персонажа анимационного фильма      | Джефф Габор                                                          | Победа                       |
| Премия «Энни» 2012           | Лучшая анимация персонажа анимационного фильма      | Патрик Пахала                                                        | Номинация                    |
| Премия «Энни» 2012           | Лучший дизайн персонажа анимационного фильма        | Серджио Пабло                                                        | Номинация                    |
| Премия «Энни» 2012           | Лучший режиссёр анимационного фильма                | Карлус Салданья                                                      | Номинация                    |
| Премия «Энни» 2012           | Лучшая музыкальная композиция в анимационном фильме | Майкл Мутти Siedah Garrett Карлиньос Браун Сержио Мендес Джон Пауэлл | Номинация                    |
| Премия «Энни» 2012           | Лучший дизайн анимационного фильма                  | Томас Кардоне Кайл МакНотон Питер Чан                                | Номинация                    |
| Премия «Энни» 2012           | Лучшее озвучивание                                  | Джемейн Клемент                                                      | Номинация                    |

## Маркетинг

### Видеоигра
Видеоигра, основанная на сюжете мультфильма, была выпущена 12 апреля 2011 года на платформах Wii, DS, PS3 и Xbox 360.

## Музыка
18 марта 2011 года английский певец и автор песен Тайо Крус загрузил на канал Youtube музыкальный клип «Telling the World» в качестве саундтрека.
Официальный саундтрек был выпущен в США компанией 20th Century Fox 29 марта 2011 года с возможностью онлайн-загрузки из Интернета и компанией Interscope Records 5 апреля в формате CD.
В бразильской версии мультфильма некоторые песни были исполнены на португальском языке знаменитыми бразильскими исполнителями, такими, как Ивет Сангало (заменила Эстер Дин с песней «Take You to Rio (Remix)») и Карлиньос Браун (заменил Джейми Фокса с песней «Fly Love»). «Real in Rio» стала «Favo de Mel» (Honeycomb), однако её исполнили те же певцы, которые пели для английской версии (первая половина песни была переведена, другая половина осталась на английском языке).
| №   | Название                  | Длительность |
| --- | ------------------------- | ------------ |
| 1.  | «Real in Rio»             | 3:48         |
| 2.  | «Let Me Take You To Rio»  | 1:54         |
| 3.  | «Mas Que Nada»            | 2:44         |
| 4.  | «Hot Wings»               | 2:16         |
| 5.  | «Pretty Bird»             | 2:04         |
| 6.  | «Drop it Low»             | 3:41         |
| 7.  | «Fly Love»                | 3:41         |
| 8.  | «Telling the World»       | 3:33         |
| 9.  | «Funky Monkey»            | 2:24         |
| 10. | «Take You To Rio (remix)» | 3:26         |
| 11. | «Balanco Carioca»         | 3:01         |
| 12. | «Sapo Cai»                | 2:46         |
| 13. | «Samba De Orly»           | 2:49         |
| 14. | «Valsa Carioca»           | 2:35         |
| 15. | «Forro da Fruta»          | 2:12         |

В русской версии мультфильма вместо песни «Fly Love», исполняемой Джейми Фоксом на английском языке, звучит песня «Ararinha», в исполнении Карлиньоса Брауна на португальском языке. В OST мультфильма эта песня отсутствует.

### Чарты
| Чарт (2011)                         | Лучший результат |
| ----------------------------------- | ---------------- |
| US Billboard 200                    | 60               |
| US Digital Albums                   | 10               |
| US Billboard Top R&B/Hip-Hop Albums | 6                |
| US Billboard Top Rap Albums         | 2                |
| US Kid Albums                       | 8                |
| US Soundtracks                      | 4                |

### Инструментальная музыка
Инструментальная музыка в мультфильме была составлена Джоном Пауэллом и выпущена 19 апреля 2011 года звукозаписывающей компанией Varèse Sarabande Records.

| №   | Название               | Длительность |
| --- | ---------------------- | ------------ |
| 1.  | «Mornng Routine»       | 2:23         |
| 2.  | «Meet Tulio»           | 2:55         |
| 3.  | «Great Big Momma Bird» | 2:47         |
| 4.  | «Paradise Concern»     | 1:59         |
| 5.  | «Bagged and Missing»   | 2:09         |
| 6.  | «Locked Up»            | 2:10         |
| 7.  | «Chained Chase»        | 2:35         |
| 8.  | «Bedtime Flyers»       | 2:58         |
| 9.  | «Idiot Glider»         | 1:56         |
| 10. | «Juicy Little Mango»   | 2:27         |
| 11. | «Umbrellas of Rio»     | 2:27         |
| 12. | «Motorbike»            | 1:23         |
| 13. | «Bird Fight»           | 1:03         |
| 14. | «Birds Moved»          | 2:33         |
| 15. | «Heimlich»             | 1:03         |
| 16. | «Birdnapped»           | 3:37         |
| 17. | «Rio Airport»          | 4:24         |
| 18. | «Flying»               | 2:43         |
| 19. | «Market Forro»         | 2:11         |

## Продолжение фильма
Сержио Мендес в январе 2012 года прокомментировал выбор своей песни в качестве номинанта на премию Оскар, отметив, что у мультфильма «Рио», скорее всего, будет сиквел, и Карлус Салданья планирует выпустить его в 2014 году до проведения Чемпионата мира по футболу, который как раз будет проводиться в Бразилии.
Карлус Салданья в интервью от 20 мая 2011 года, которое он дал газете «The New York Times», сообщил о том, что он очень доволен оценками кинокритиков и сборами, и о том, что «Рио» был задуман как квадрология. Карлус Салданья также сообщил, что он уже пишет сценарий «Рио 2» и планирует намного поднять планку качества мультфильма, а также выпускать небольшие 30-минутные мини-мультфильмы на тематику «Рио» каждые полгода, в которых хотел бы поведать биографию некоторых персонажей.
Журнал Deadline.com сообщил, что Джесси Айзенберг согласился на продолжение озвучивания своего героя. Энн Хэтэуэй также присоединилась к проекту.
«Рио 2» вышел в прокат 20 марта 2014 года (в США — 11 апреля 2014 года). Промопостер, в котором использовались фотообразы персонажей из первого фильма, был представлен на выставке Экспо 2012.